# 校尉暗沙
校尉暗沙是南沙群岛东南部一个珊瑚礁石，位于司令礁以北约7海里，1935年中华民国水陆地图审查委员会公布的名称为“东北社礁”，1947年中华民国内政部方域司公布的名称和1983年中华人民共和国中国地名委员会公布的标准名称均为“校尉暗沙”。西方文献一般称为“North East Shoal”。